# 롤 크롤리
로리 "롤" 크롤리 (슈롭셔주 슈루즈베리 출생)는 영국의 촬영 감독이다. 《복스 룩스》 (2018), 《브루탈리스트》 (2024) 등의 영화에서 감독 브레이디 코베이와 협업한 것으로 유명하며, 이 중 브루탈리스트로 영국 아카데미 촬영상을 수상하였고 크리틱스 초이스 영화상 과 아카데미상 촬영상 후보에 올랐다.
다른 작품으로는 《네 얼간이》 (2010), 《45년 후》 (2015), 《화이트 노이즈》 (2022) 등이 있으며, 넷플릭스 시리즈 《OA》(2016), 《블랙 미러》(2017) 에서도 촬영을 맡았다.

## 경력
크롤리는 2013년 토론토 국제 영화제에서 상영된《만델라: 자유를 향한 머나먼 여정》으로 비평가들의 주목을 받았다. 크롤리는 영국 촬영 감독 협회의 회원이다. 영화제에서 2개의 촬영상을 수상했으며 또한 인디펜던트 스피릿 어워드 후보로 네 번 올랐다.

## 필모그래피

### 장편 영화
| 연도 | 제목                                | 감독                              | 비고 | 각주          |
| ---- | ----------------------------------- | --------------------------------- | ---- | ------------- |
| 2008 | 《밸러스트》                        | 랜스 해머                         |      | [ 5 ] [ 7 ]   |
| 2008 | 《배터 띵스》                       | 두안 홉킨스                       |      |               |
| 2009 | 《Wasted》                          | 스튜어트 데이비스 캐롤라인 패터슨 |      |               |
| 2009 | 《네 얼간이》                       | 크리스토퍼 모리스                 |      | [ 8 ]         |
| 2010 | 《동키스》                          | 모라그 맥키논                     |      |               |
| 2011 | 《잃어버린 순수》                   | 앤드류 오크피아 맥린              |      |               |
| 2011 | 《히어》                            | 브래든 킹                         |      |               |
| 2012 | 《하이드 파크 온 허드슨》           | 로저 미첼                         |      | [ 9 ] [ 10 ]  |
| 2013 | 《만델라: 자유를 향한 머나먼 여정》 | 저스틴 채드윅                     |      | [ 11 ] [ 12 ] |
| 2015 | 《45년 후》                         | 앤드루 헤이그                     |      | [ 13 ]        |
| 2015 | 《더 차일드후드 오브 어 리더》      | 브레이디 코베이                   |      |               |
| 2018 | 《복스 룩스》                       | 브레이디 코베이                   |      |               |
| 2019 | 다우                                | 일리야 카르자노프스키             |      |               |
| 2020 | 《시크릿 가든》                     | 마크 먼든                         |      |               |
| 2020 | 《악마는 사라지지 않는다》          | 앤토이노 캠포스                   |      |               |
| 2021 | 《더 휴먼스》                       | 스티븐 카람                       |      |               |
| 2022 | 《화이트 노이즈》                   | 노아 바움백                       |      |               |
| 2024 | 《브루탈리스트》                    | 브레이디 코베이                   |      | [ 14 ]        |
| TBA  | DreamQuil                           | Alex Prager                       |      |               |